# Pris au piège (Les Sentinelles de l'air)
Pour les articles homonymes, voir Pris au piège.
Pris au piège (Trapped in the Sky) est le premier épisode de la série télévisée Les Sentinelles de l'air.
L'épisode débute alors que Le Hood a placé une bombe sur un avion de passagers de type Flèche de feu avec 600 passagers à bord, dont Tin-Tin. Cette bombe devra exploser au moment de l'atterrissage. La Sécurité Internationale, pour sa première mission, devra donc veiller à ce que l'atterrissage se fasse en douceur.

## Résumé
The Hood essaie de découvrir les secrets des hommes de la Sécurité Internationale en mettant Kyrano en son pouvoir. Ce dernier lui révèle qu'ils vont bientôt partir en opération.
À l'aéroport de Londres, Tin-Tin (en) est à bord de la Flèche de feu qui se dirige vers Tokyo. The Hood installe une bombe dans le système hydraulique de l'avion.
The Hood envoie un appel à l'aéroport de Londres pour annoncer qu'il y a une bombe dans l'avion et quand l'avion va atterrir, elle explosera et les radiations se répandront partout dans le Japon. Les hommes de l'aéroport alertent les pilotes de l'avion en leur ordonnant de faire des ronds autour de l'aéroport et de voler à basse altitude.
À la station spatiale du Thunderbird 5, John Tracy (en) envoie un message radio à la base de la Sécurité Internationale à propos de la Flèche de feu. Scott Tracy se met en route avec le Thunderbird 1 et Virgil Tracy avec le Thunderbird 2.
Pendant ce temps, un PX-259 essaie de déloger la bombe de l'avion mais sans succès car un homme est rentré à bord de l'avion et est tombé par-dessus bord.
Le Thunderbird 1 arrive sur les lieux de l'opération et demande à avoir des gardes pour surveiller l'engin de Scott. Mais The Hood réussit à s'infiltrer à bord et prend des photographies pour ensuite s'enfuir et échapper à la police. Scott contacte l'agent de la Sécurité Internationale à Londres, Lady Pénélope pour arrêter The Hood. L'autre Thunderbird arrive sur la zone d'opération avec des chariots élévateurs (un piloté et 3 téléguidés) et se place en bout de piste 29 pour attendre la Flèche de feu.
Une première tentative échoue à cause d'un incident au chariot no. 3. À la seconde tentative (avec un chariot remplacé), l'avion réussit à se poser sans s'écraser au sol mais Virgil fait une sortie de piste, sans blessure grave. Pendant ce temps Pénélope et Parker (le domestique de Pénélope), à bord de la FAB 1, une Rolls Royce rose, tirent un missile qui neutralise le Hood qui finit sa chute au fond d'un ravin, détruisant ses photographies.
À la base, un médecin du continent vient examiner Kyrano et conclut qu'il est en excellente santé et voudrait un jour rencontrer la Sécurité Internationale et lui donner une bonne poignée de main.